# Draba bhutanica
Draba bhutanica är en korsblommig växtart som beskrevs av Hiroshi Hara. Draba bhutanica ingår i släktet drabor, och familjen korsblommiga växter. Inga underarter finns listade i Catalogue of Life.